# 웜우드: 분노의 좀비 도로
웜우드: 분노의 좀비 도로(Wyrmwood)는 2014년 오스트레일리아에서 제작된 키아 로취 터너 감독의 액션 공포 영화이다. 제이 갤러거 등이 주연으로 출연하였다.

## 출연

### 주연
- 제이 갤러거
- 비앙카 브레디

### 조연
- 리언 버칠
- 루크 맥켄지
- 유리 코비치
- 키스 아기어스
- 캐서린 테라치니

## 후속작
2015년 2월, 후속작의 계획이 발표되었다.
10편짜리 TV 시리즈 "Wyrmwood: Chronicles of the Dead"의 경우 2017년 5월 19일 짧은 예고편이 나왔다.
2020년 8월, 웜우드 아포칼립스(Wyrmwood Apocalypse)의 펀딩이 발표되었다.